# Певец в Маске (Великобритания)
Певец в Маске Великобритании (Англ. The Mask Singer Great Britain) — английское реалити-шоу, премьера которого состоялась на телеканале ITV 4 января 2020 года. Это часть франшизы «Певец в маске», которая началась в Южной Корее, и в ней знаменитости поют песни, одетые в костюмы и маски, скрывающие их личность. Ведущий проекта — Джоел Домметт, в программе участники дискуссии угадывают личности знаменитостей, интерпретируя подсказки, предоставляемые им на протяжении каждого сезона.
Чтобы их личности не были раскрыты до выхода в эфир каждого предварительно записанного эпизода, программа широко использует кодовые имена, маскировку, соглашения о неразглашении и команду охранников. Производственной группе не рекомендуется пользоваться телефонами во время съемок, а все зрители проходят через металлоискатель, доставать телефоны во время съёмок строго запрещено.

## Производство
Идея проекта взята у южнокорейского телешоу King of Mask Singer, премьера которого состоялась в феврале 2015 года. В 2019 году шоу было адаптировано в таких странах, как США, Мексика и Германия, а в мае 2019-го английский телеканал ITV сообщил, что на стадии подготовки находится английская адаптация этого телешоу с датой премьеры 1 сезона 4 января 2020 года. Ведущим проекта был назначен английский телеведущий и комик Джоел Домметт.
Шоу имело неимоверный успех, и уже через некоторое время после финала 1 сезона ITV сообщил, что проект продлён на 2 сезон.
Всего у шоу вышло 5 сезонов. 6 сезон был анонсирован в середине 2024-го года с датой премьеры в 2025 году.

## Правила
Всего в каждом сезоне участвует по 12 масок, которые делятся на 2 группы — A и B. В нечётных эпизодах (1, 3) участвуют 6 масок группы А, в чётных (2, 4) — 6 масок группы В. В 5 выпуске оставшиеся 8 масок объединяются в 1 группу, 6 и 7 эпизоды — это полуфиналы, в них уходят по 2 маски, 8 эпизод — финал.
Победитель шоу получает кубок и денежный приз.

## Список Сезонов
| Сезон | Кол-во Участников | Кол-во Эпизодов | Выходит(ил) в эфир                | 1-е место                      | 2-е место             | 3-е место                  |
| ----- | ----------------- | --------------- | --------------------------------- | ------------------------------ | --------------------- | -------------------------- |
| 1     | 12                | 8               | 4 Января 2020 - 15 Февраля 2020   | Никола Робертс - Королева Пчёл | Джейсон Мэнфорд - Ёж  | Кэтрин Дженкинс - Осьминог |
| 2     | 12                | 8               | 26 Декабря 2020 - 13 Февраля 2021 | Джосс Стоун - Сосиска          | Ne-Yo - Барсук        | Астон Мерриголд - Робин    |
| 3     | 12                | 8               | 1 Января 2022 - 12 Февраля 2022   | Натали Имбрулья - Панда        | Шарлотта Чёрч - Гриб  | Марк Фили - Робо-Кролик    |
| 4     | 12                | 8               | 1 Января 2023 - 18 Февраля 2023   | Чарли Симпсон - Носорог        | Рики Уилсон - Феникс  | Натали Эпплтон - Оленёнок  |
| 5     | 12                | 8               | 30 Декабря 2023 - 17 Февраля 2024 | Дэнни Джонс - Пиранья          | Алекс Брукер - Бигфут | Lemar - Сверчок            |

## 1 Сезон
Премьера 1 сезона телепроекта «Певец в Маске Великобритании» состоялась на телеканале ITV 4 января 2020 года. Финал состоялся 15 февраля того же года. Ведущим проекта был назначен телеведущий и комик Джоел Домметт. Членами жюри были назначены певица и автор песен Рита Ора, телеведущий и критик Джонатан Росс, актриса и телеведущая Давина Макколл и актер и комик Кен Джонг, который также является одним из членов жюри в Американском Певце в Маске.
Список Участников:
| Персонаж      | Знаменитость    | Профессия            | Эпизоды | Эпизоды | Эпизоды | Эпизоды | Эпизоды | Эпизоды | Эпизоды | Эпизоды |
| Персонаж      | Знаменитость    | Профессия            | 1       | 2       | 3       | 4       | 5       | 6       | 7       | 8       |
| ------------- | --------------- | -------------------- | ------- | ------- | ------- | ------- | ------- | ------- | ------- | ------- |
| Королева Пчёл | Никола Робертс  | певица, автор песен  |         |         |         |         |         |         |         |         |
| Ёж            | Джейсон Мэнфорд | комик, телеведущий   |         |         |         |         |         |         |         |         |
| Осьминог      | Кэтрин Дженкинс | певица, автор песен  |         |         |         |         |         |         |         |         |
| Монстр        | Си Ло Грин      | рэпер, продюсер      |         |         |         |         |         |         |         |         |
| Лиса          | Дениз Ван Оутен | актриса, телеведущая |         |         |         |         |         |         |         |         |
| Единорог      | Джейк Ширз      | певец, автор песен   |         |         |         |         |         |         |         |         |
| Утка          | Skin            | певица, диджей       |         |         |         |         |         |         |         |         |
| Маргаритка    | Kelis           | певица, автор песен  |         |         |         |         |         |         |         |         |
| Дерево        | Тедди Шерингем  | футболист, тренер    |         |         |         |         |         |         |         |         |
| Хамелеон      | Джастин Хоукинс | певец, музыкант      |         |         |         |         |         |         |         |         |
| Фараон        | Алан Джонсон    | политик, писатель    |         |         |         |         |         |         |         |         |
| Бабочка       | Пэтси Палмер    | актриса, диджей      |         |         |         |         |         |         |         |         |

 Участник стал победителем шоу Участник занял второе место Участник занял третье место Участник прошёл дальше Участник стал номинантом на выбывание, но остался в шоу Участник покинул шоу и раскрыл свою личность Участник не принимал участие в этом эпизоде

## 2 Сезон
Премьера 2 сезона телепроекта «Певец в Маске Великобритании» состоялась на телеканале ITV 26 декабря 2020 года. Финал состоялся 13 февраля 2021 года. Джоел Домметт, Рита Ора, Джонатан Росс и Давина Макколл вернулись на роли ведущего и членов жюри.
Кен Джонг не смог вернуться на роль члена жюри и был заменён комиком и телеведущим Мо Гиллиганом.
Из-за пандемии COVID-19 в этом сезоне отсутствует живая аудитория в зале, все голосования проводились онлайн. Были приняты и другие меры против заражения.
Список Участников:
| Персонаж      | Знаменитость       | Профессия           | Эпизоды | Эпизоды | Эпизоды | Эпизоды | Эпизоды | Эпизоды | Эпизоды | Эпизоды |
| Персонаж      | Знаменитость       | Профессия           | 1       | 2       | 3       | 4       | 5       | 6       | 7       | 8       |
| ------------- | ------------------ | ------------------- | ------- | ------- | ------- | ------- | ------- | ------- | ------- | ------- |
| Сосиска       | Джосс Стоун        | певица, поэтесса    |         |         |         |         |         |         |         |         |
| Барсук        | Ne-Yo              | певец, автор песен  |         |         |         |         |         |         |         |         |
| Робин         | Астон Мерриголд    | певец, телеведущий  |         |         |         |         |         |         |         |         |
| Арлекин       | Gabrielle          | певица, автор песен |         |         |         |         |         |         |         |         |
| Дракон        | Сью Перкинс        | актриса, писатель   |         |         |         |         |         |         |         |         |
| Капля         | Ленни Генри        | актер, продюсер     |         |         |         |         |         |         |         |         |
| Викинг        | Мортен Харкет      | певец, музыкант     |         |         |         |         |         |         |         |         |
| Малыш Галаго  | Джон Томсон        | комик, диктор       |         |         |         |         |         |         |         |         |
| Часы          | Гленн Ходдл        | футболист, тренер   |         |         |         |         |         |         |         |         |
| Лебедь        | Мартина Маккатчен  | актриса, певица     |         |         |         |         |         |         |         |         |
| Морской Конёк | Мел Би             | певица, автор песен |         |         |         |         |         |         |         |         |
| Пришелец      | Софи Эллис-Бекстор | певица, композитор  |         |         |         |         |         |         |         |         |

 Участник стал победителем шоу Участник занял второе место Участник занял третье место Участник прошёл дальше Участник стал номинантом на выбывание, но остался в шоу Участник покинул шоу и раскрыл свою личность Участник не принимал участие в этом эпизоде

## 3 Сезон
Премьера 3 сезона телепроекта «Певец в Маске Великобритании» состоялась на телеканале ITV 1 января 2022 года. Финал состоялся 12 февраля того же года. Джоел Домметт, Рита Ора, Джонатан Росс, Давина Макколл и Мо Гиллиган вернулись на роли ведущего и членов жюри.
Также в этом сезоне вернулась живая аудитория зрителей.
Список Участников:
| Персонаж       | Знаменитость     | Профессия            | Эпизоды | Эпизоды | Эпизоды | Эпизоды | Эпизоды | Эпизоды | Эпизоды | Эпизоды |
| Персонаж       | Знаменитость     | Профессия            | 1       | 2       | 3       | 4       | 5       | 6       | 7       | 8       |
| -------------- | ---------------- | -------------------- | ------- | ------- | ------- | ------- | ------- | ------- | ------- | ------- |
| Панда          | Натали Имбрулья  | певица, автор песен  |         |         |         |         |         |         |         |         |
| Гриб           | Шарлотта Чёрч    | певица, телеведущая  |         |         |         |         |         |         |         |         |
| Робо-Кролик    | Марк Фили        | певец, автор песен   |         |         |         |         |         |         |         |         |
| Пингвин        | Мишель Уильямс   | певица, продюсер     |         |         |         |         |         |         |         |         |
| Дорожный Конус | Алед Джонс       | певец, телеведущий   |         |         |         |         |         |         |         |         |
| Пончик         | Майкл Оуэн       | футболист, спортсмен |         |         |         |         |         |         |         |         |
| Фейерверк      | Джейми Уинстон   | актриса, модель      |         |         |         |         |         |         |         |         |
| Пудель         | Том Чаплин       | певец, композитор    |         |         |         |         |         |         |         |         |
| Волынка        | Пэт Кэш          | теннисист, спортсмен |         |         |         |         |         |         |         |         |
| Рыба-Зебра     | Уилл Янг         | певец, автор песен   |         |         |         |         |         |         |         |         |
| Снежный Барс   | Глория Ханнифорд | телеведущая, певица  |         |         |         |         |         |         |         |         |
| Люстра         | Хизер Смолл      | певица, вокалистка   |         |         |         |         |         |         |         |         |

 Участник стал победителем шоу Участник занял второе место Участник занял третье место Участник прошёл дальше Участник стал номинантом на выбывание, но остался в шоу Участник покинул шоу и раскрыл свою личность Участник не принимал участие в этом эпизоде

## 4 Сезон
Премьера 4 сезона телепроекта «Певец в Маске Великобритании» состоялась на телеканале ITV 1 января 2023 года. Финал состоялся 18 февраля того же года. Джоел Домметт, Рита Ора, Джонатан Росс, Давина Макколл и Мо Гиллиган вернулись на роли ведущего и членов жюри.
Также в этом сезоне впервые появляется дуэт масок (Кот и Мышь — Мартин Кемп и Ширли Кемп).
Также в этом сезоне впервые в истории проекта победу одержала маска мужского пола (Носорог — Чарли Симпсон).
Список Участников:
| Персонаж           | Знаменитость    | Профессия             | Эпизоды | Эпизоды | Эпизоды | Эпизоды | Эпизоды | Эпизоды | Эпизоды | Эпизоды |
| Персонаж           | Знаменитость    | Профессия             | 1       | 2       | 3       | 4       | 5       | 6       | 7       | 8       |
| ------------------ | --------------- | --------------------- | ------- | ------- | ------- | ------- | ------- | ------- | ------- | ------- |
| Носорог            | Чарли Симпсон   | певец, автор песен    |         |         |         |         |         |         |         |         |
| Феникс             | Рики Уилсон     | певец, рок-музыкант   |         |         |         |         |         |         |         |         |
| Оленёнок           | Натали Эпплтон  | певица, актриса       |         |         |         |         |         |         |         |         |
| Медуза             | Эмбер Райли     | актриса, певица       |         |         |         |         |         |         |         |         |
| Картошка в Мундире | Ричи Самбора    | гитарист, автор песен |         |         |         |         |         |         |         |         |
| Выдра              | Дэйзи Мэй Купер | актриса, писатель     |         |         |         |         |         |         |         |         |
| Клубок Ниток       | Клэр Ричардс    | певица, автор песен   |         |         |         |         |         |         |         |         |
| Голубь             | Кэтрин Райан    | актриса, телеведущая  |         |         |         |         |         |         |         |         |
| Мусорный Бак       | Стивен Хендри   | игрок в снукер        |         |         |         |         |         |         |         |         |
| Кот и Мышь         | Мартин Кемп     | музыкант, актер       |         |         |         |         |         |         |         |         |
| Кот и Мышь         | Ширли Кемп      | певица, автор песен   |         |         |         |         |         |         |         |         |
| Торт               | Lulu            | певица, актриса       |         |         |         |         |         |         |         |         |
| Призрак            | Крис Камара     | футболист, менеджер   |         |         |         |         |         |         |         |         |

 Участник стал победителем шоу Участник занял второе место Участник занял третье место Участник прошёл дальше Участник стал номинантом на выбывание, но остался в шоу Участник покинул шоу и раскрыл свою личность Участник не принимал участие в этом эпизоде

## 5 Сезон
Премьера 5 сезона телепроекта «Певец в Маске Великобритании» состоялась на телеканале ITV 30 декабря 2023 года. Финал состоялся 17 февраля 2024 года. Джоел Домметт, Рита Ора, Джонатан Росс, Давина Макколл и Мо Гиллиган вернулись на роли ведущего и членов жюри.
Из-за того, что Рита Ора в это же время заменяла певицу Николь Шерзингер на посту 4-го члена жюри в 11-м сезоне Американского Певца в Маске, её место в 1, 3 и 4 эпизодах занимали приглашённые судьи: Чарли Симпсон, победитель прошлого сезона, в 1 эпизоде; певец и автор песен Олли Мерс в 3 эпизоде; актриса и сценарист Дженнифер Сондерс в 4 эпизоде.
Список Участников:
| Персонаж       | Знаменитость        | Профессия            | Эпизоды | Эпизоды | Эпизоды | Эпизоды | Эпизоды | Эпизоды | Эпизоды | Эпизоды |
| Персонаж       | Знаменитость        | Профессия            | 1       | 2       | 3       | 4       | 5       | 6       | 7       | 8       |
| -------------- | ------------------- | -------------------- | ------- | ------- | ------- | ------- | ------- | ------- | ------- | ------- |
| Пиранья        | Дэнни Джонс         | певец, автор песен   |         |         |         |         |         |         |         |         |
| Бигфут         | Алекс Брукер        | телеведущий, комик   |         |         |         |         |         |         |         |         |
| Сверчок        | Lemar               | певец, автор песен   |         |         |         |         |         |         |         |         |
| Эйфелева Башня | Tiffany             | певица, музыкант     |         |         |         |         |         |         |         |         |
| Аэрогриль      | Кила Сеттл          | актриса, певица      |         |         |         |         |         |         |         |         |
| Майское Дерево | Мелоди Торнтон      | певица, танцовщица   |         |         |         |         |         |         |         |         |
| Яйцо           | Ники Кэмпбелл       | журналист, писатель  |         |         |         |         |         |         |         |         |
| Сова           | Лоррейн Келли       | медийная личность    |         |         |         |         |         |         |         |         |
| Бабл-Чай       | Джулия Савалия      | актриса, комедиантка |         |         |         |         |         |         |         |         |
| Крыса          | Ширли Бэллас        | хореограф, педагог   |         |         |         |         |         |         |         |         |
| Петух Цезарь   | Александр Армстронг | актер, телеведущий   |         |         |         |         |         |         |         |         |
| Туча           | Дайон Уорвик        | певица, актриса      |         |         |         |         |         |         |         |         |

 Участник стал победителем шоу Участник занял второе место Участник занял третье место Участник прошёл дальше Участник стал номинантом на выбывание, но остался в шоу Участник покинул шоу и раскрыл свою личность Участник не принимал участие в этом эпизоде